# Lijst van beelden in Alphen-Chaam
Dit is een (onvolledige) chronologische lijst van beelden in Alphen-Chaam. Onder een beeld wordt hier verstaan elk driedimensionaal kunstwerk in de openbare ruimte van de Nederlandse gemeente Alphen-Chaam, waarbij beeld wordt gebruikt als verzamelbegrip voor sculpturen, standbeelden, installaties, gedenktekens en overige beeldhouwwerken.
Voor een volledig overzicht van de beschikbare afbeeldingen zie de categorie Beelden in Alphen-Chaam op Wikimedia Commons.
| Geplaatst | Omschrijving                | Kunstenaar         | Straat                                    | Plaats | Materiaal | Afbeelding |
| --------- | --------------------------- | ------------------ | ----------------------------------------- | ------ | --------- | ---------- |
|           | Jezus met het Heilig Hart   | J. Op den Buys     | Heuvelstraat (naast St. Willebrorduskerk) | Alphen |           |            |
|           | Sint Willibrord             | A.F.C. Verdaasdonk | Heuvelstraat 1, (St. Willibrorduskerk)    | Alphen | steen     |            |
|           | Sint Jozef ?, (Gevelreliëf) |                    | Heuvelstraat 3 (Klooster van Alphen)      | Alphen |           |            |
|           | Familiegroep                | Ruud Ringers       | Raadhuisplein                             | Chaam  |           |            |
| 1981      | De Chaamse Bonenpikkers     | Ruud Ringers       | Wouwerdries                               | Chaam  |           |            |
| 1983      | De Wielrenner               | Ruud Ringers       | Dorpsstraat / Gilzeweg                    | Chaam  |           |            |
| 2000      | Belhamel                    | Toon Grassens      | Willibrordplein                           | Alphen |           |            |
| 2002      | Pastoor Willem Binck        | Toon Grassens      | Baarleseweg/Stationstraat                 | Alphen |           |            |